# Jussy (Aisne)
Jussy is een gemeente in het Franse departement Aisne (regio Hauts-de-France). De plaats maakt deel uit van het arrondissement Saint-Quentin. Jussy telde op 1 januari 2022 1.186 inwoners.

## Geografie
De oppervlakte van Jussy bedroeg op 1 januari 2022 13,37 vierkante kilometer; de bevolkingsdichtheid was toen 88,7 inwoners per km².
De onderstaande kaart toont de ligging van Jussy met de belangrijkste infrastructuur en aangrenzende gemeenten.

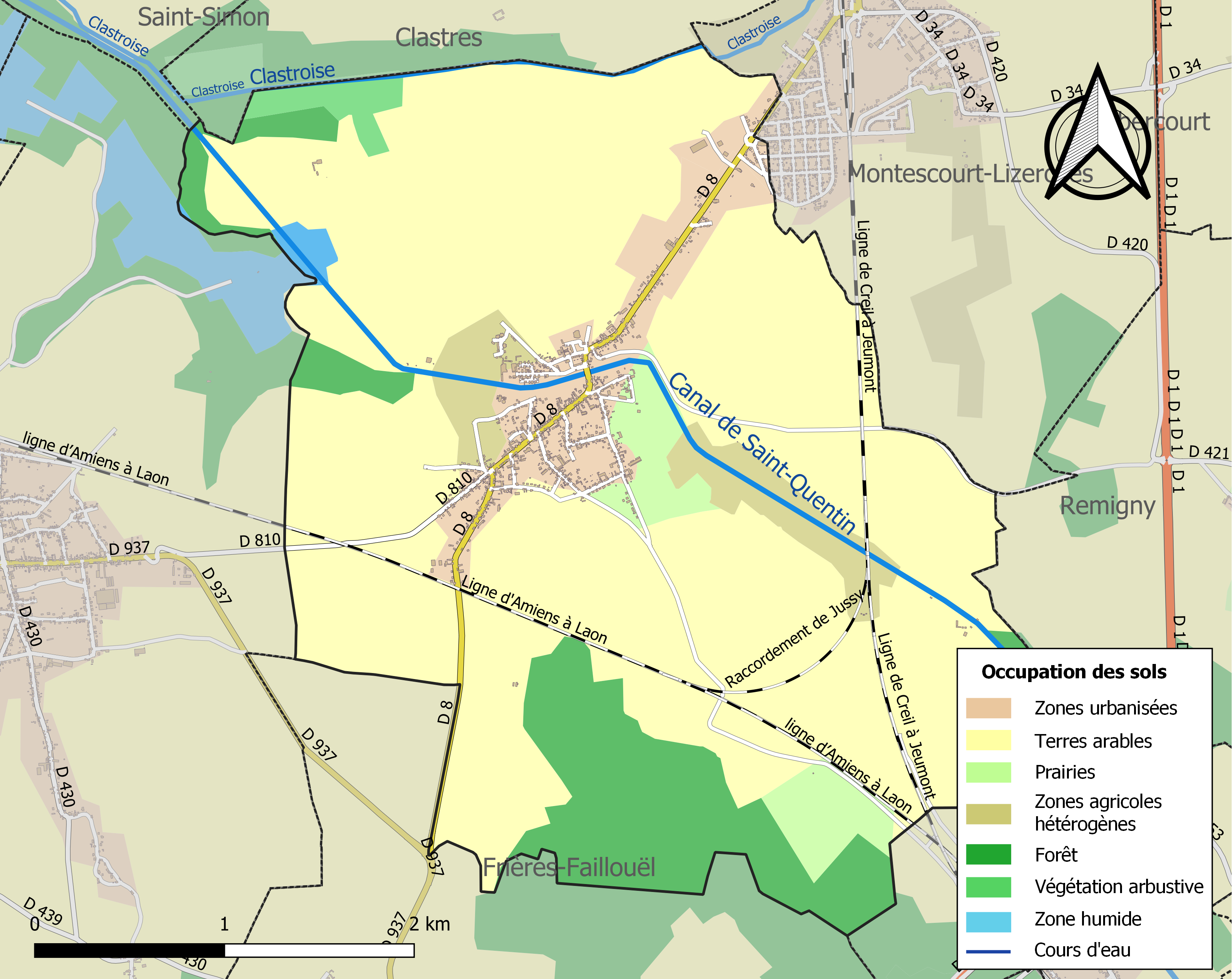

## Verkeer en vervoer
In de gemeente ligt spoorwegstation Jussy.

## Demografie
Onderstaande figuur toont het verloop van het inwonertal (bron: INSEE-tellingen).
Vanwege een beveiligingsprobleem met de MediaWiki Graph-software is het momenteel niet mogelijk deze grafiek weer te geven. Zodra de software is bijgewerkt zal de grafiek vanzelf weer zichtbaar worden.